# Vänge
Vänge is een plaats in de gemeente Uppsala in het landschap Uppland en de provincie Uppsala län in Zweden. De plaats heeft 1245 inwoners (2005) en een oppervlakte van 78 hectare.

## Verkeer en vervoer
Bij de plaats loopt de Riksväg 72.
De plaats heeft een goederenstation aan de spoorlijn Uppsala - Morastrand.

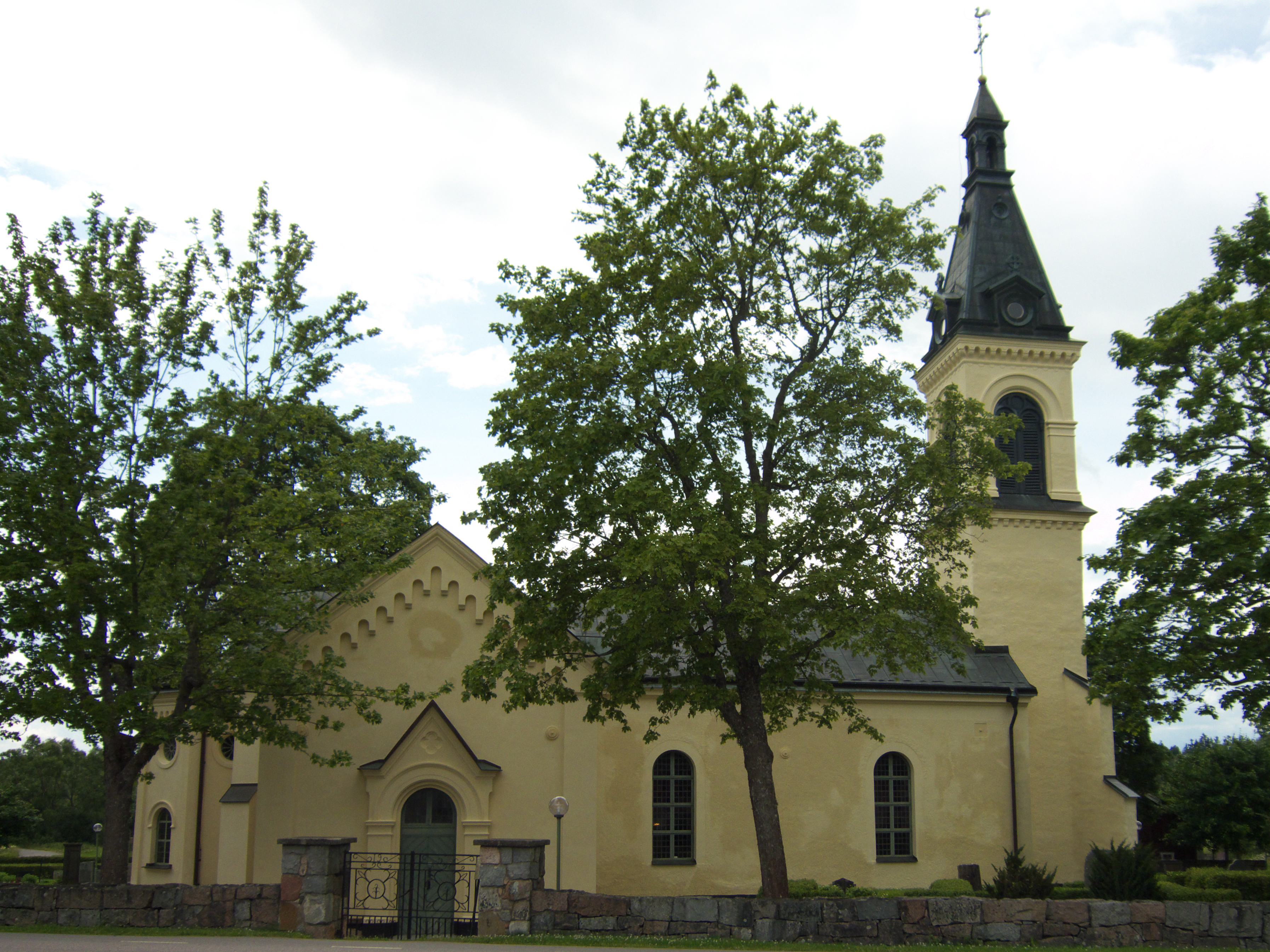
Kerk